# Razer Hydra
El Razer Hydra (anteriormente llamado Sixense TrueMotion) es un mando con control de movimiento y orientación desarrollado por Sixense Entertainment, una empresa fundada en 2007, en asociación con Razer EE. UU. Utiliza un campo magnético débil para detectar la posición absoluta y la orientación de los mandos con una precisión, dicho por sus desarrolladores, de 1 mm y 1°;  tiene seis grados de libertad. El producto comercializado actualmente funciona por cable, pero se está desarrollando una versión inalámbrica.
Este dispositivo se ha sido exhibido muchas veces con diferentes videojuegos y aplicaciones de modelaje 3D, los más destacables son Counter-Strike: Global Offensive, Portal 2, Team Fortress 2, Left 4 Dead 2, World of Goo, Call of Duty: Black Ops y Half-Life 2.
Se anunció una asociación con Valve y la empresa aparece como filial, junto a Razer e Intel. El desarrollador nunca ha dicho nada, pero ayudaron a la modificación de L4D2 y otros juegos de Valve para hacerlos compatibles con Razer Hydra y su control de movimiento, además de desarrollar un SDK en la página de Herramientas de Steam, disponible para su descarga.
Su nombre actual es Razer Hydra y se ha comercializado por Steam y Razer el 16 de junio de 2011 a un precio de 139,99 dólares. Se vende en lote con Portal 2, el cual tiene contenido exclusivo para aquellos con el dispositivo. También es compatible con otros juegos y se espera que otros nuevos sean implementados. Un mensaje en los foros, de diciembre de 2010, decía que Sixense estaba trabajando en un controlador musical.

## Portal 2
Razer Hydra tiene un producto en lote con una versión de Portal 2. Esta versión cuenta con una pistola de portales más avanzada y una nueva mecánica de jugabilidad. Una de las nuevas habilidades es la de surfear, que permite que la pistola de portales arrastre, mueva y rote cualquier portal creado. Otra es el modo 1 para 1 que permite usar la pistola como si fuese un portaobjetos gravitatorio y permite rotar el objeto en 6 grados de libertad.
Incluye el juego completo de Portal 2, además de un conjunto nuevo de niveles preceptorales para enseñar la nueva mecánica y dos conjuntos de niveles más basados en dicha mecánica.

## Compatibilidad con juegos
- A Reckless Disregard for Gravity
- Alien Swarm
- Amnesia: The Dark Descent
- And Yet It Moves
- Assassin's Creed II
- Assassin's Creed: Brotherhood
- Audiosurf
- Batman: Arkham Asylum
- Battlefield: Bad Company 2
- Beyond Good and Evil
- BioShock
- BioShock 2
- Bit.Trip Runner
- Borderlands
- Borderlands 2
- Bulletstorm
- Civilization IV
- Civilization V
- Call of Duty 4: Modern Warfare
- Call of Duty: World at War
- Call of Duty: Modern Warfare 2
- Call of Duty: Black Ops
- Company of Heroes
- Company of Heroes: Opposing Fronts
- Company of Heroes: Tales of Valor
- Crysis 2
- Darksiders
- DeathSpank
- Defense Grid
- Deus Ex
- Deus Ex: Invisible War
- Dog Fighter
- Doom 3
- Eversion
- Fallout 3
- Fallout: New Vegas
- Galcon Fusion
- Grand Theft Auto III
- Grand Theft Auto IV
- Grand Theft Auto: Vice City
- Half-Life 2
- Half-Life
- Hitman
- Hitman 2: Silent Assassin
- Hoard
- Just Cause 2
- Kane & Lynch: Dead Men
- Kane & Lynch 2: Dog Days
- Killing Floor
- Larva Mortus
- Left 4 Dead
- Left 4 Dead 2
- Lego Star Wars III: The Clone Wars
- Lego Batman: The Videogame
- Lego Harry Potter: Years 1–4
- Lego Indiana Jones: The Original Adventures
- Lego Star Wars: The Complete Saga
- Lucidity
- Machinarium
- Magicka
- Mass Effect
- Mass Effect 2
- Max Payne
- Max Payne 2: The Fall of Max Payne
- Metro 2033
- Mirror's Edge
- Monday Night Combat
- Mount & Blade
- Mount & Blade: Warband
- Obulis
- Oddworld: Abe's Exoddus
- Oddworld: Abe's Oddysee
- Osmos
- Painkiller
- Painkiller: OVERDOSE
- Peggle
- Plain Sight
- Plants vs. Zombies
- Poker Night at the Inventory
- Portal
- Portal 2
- Psychonauts
- QuantZ
- Red Faction II
- Red Faction: Guerrilla
- Resident Evil 5
- Return to Castle Wolfenstein
- RollerCoaster Tycoon 3
- Rush
- S.T.A.L.K.E.R.
- Sam and Max 101
- Serious Sam HD
- Shadowgrounds
- Shadowgrounds: Survivor
- Shatter
- The Sims 3
- Singularity
- Splinter Cell: Conviction
- Super Laser Racer
- Super Meat Boy
- Surgeon Simulator 2013
- Swarm Arena
- Team Fortress 2
- The Ball (video game)
- The Elder Scrolls IV:Oblivion
- The Void
- The Wonderful End of the World
- Titan Fall
- Titan Quest
- Titan Quest: Immortal Throne
- Toki Tori
- Torchlight
- Trials 2: Second Edition
- Trine
- VRChat
- Warhammer 40,000
- Windosill
- World of Goo
- Worms Reloaded
- Yosumin!
- Zeno Clash